# Roche, Cornwall
Roche är en ort och civil parish i Storbritannien.   Den ligger i grevskapet Cornwall och riksdelen England, i den södra delen av landet, 400 km väster om huvudstaden London. Roche ligger 184 meter över havet och antalet invånare är 1 723.
Terrängen runt Roche är platt åt nordväst, men åt sydost är den kuperad. Roche ligger uppe på en höjd. Runt Roche är det ganska tätbefolkat, med 214 invånare per kvadratkilometer. Närmaste större samhälle är St Austell, 8,4 km sydost om Roche. Trakten runt Roche består i huvudsak av gräsmarker.